# Sonata per a piano núm. 20 (Mozart)
La Sonata per a piano en si bemoll major, K. 498a (Anh. 136), és una sonata espúria atribuïda, entre altres compositors a Wolfgang Amadeus Mozart.

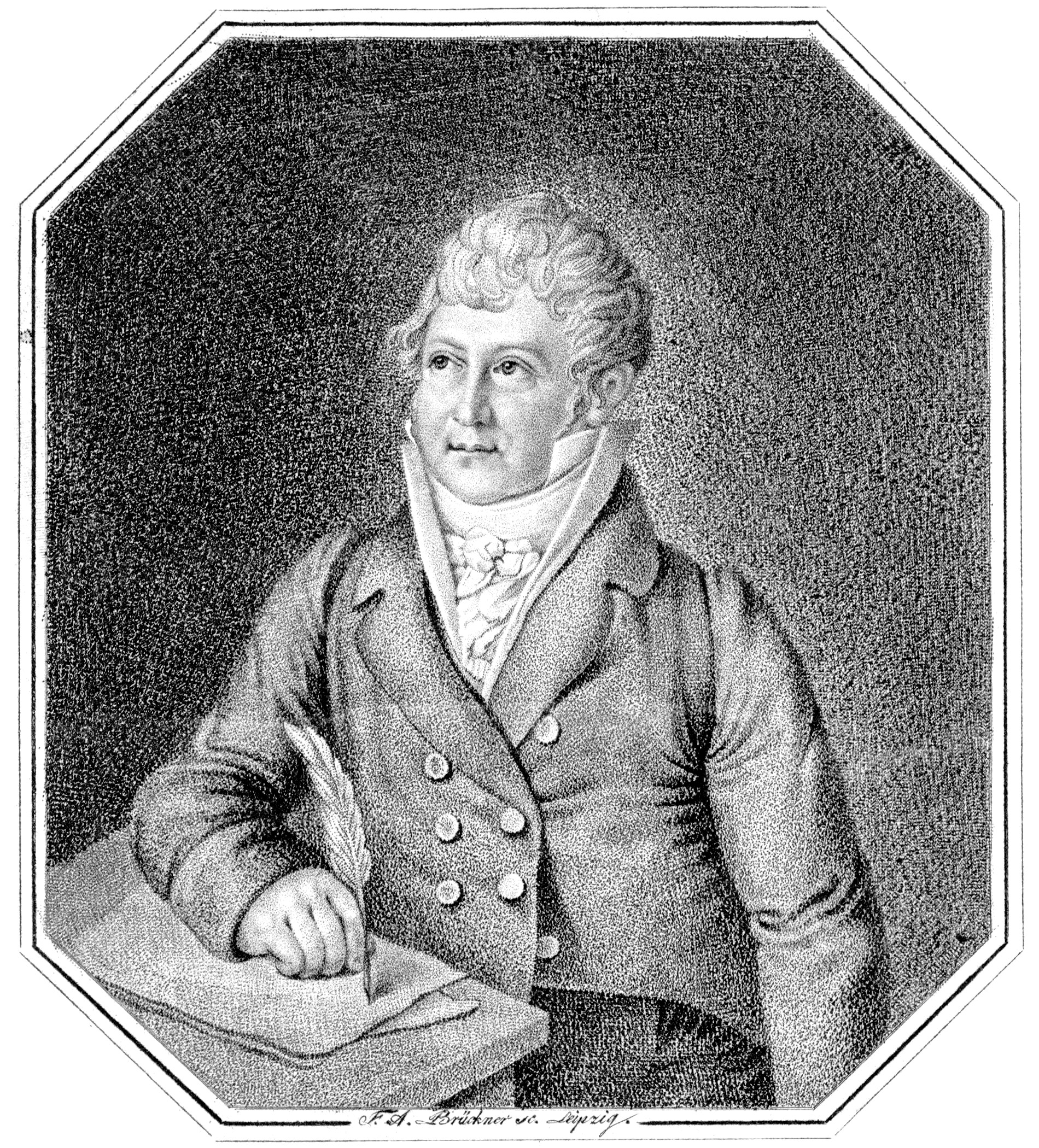
August Eberhard Müller, cantor de l'església de Sant Tomàs de Leipzig, fou un dels compositors a qui alguns editors van atribuir la sonata.

Va ser publicada per primera vegada el 1798 per P. J. Thonus a Leipzig a favor de Breitkopf & Härtel i atribuïda a Wolfgang Amadeus Mozart; però, una edició publicada cap a l'any 1805 ja l'assenyalava com l'opus 26 del cantor de Sant Tomàs de Leipzig August Eberhard Müller (1767-1817). Actualment, la controvèrsia sobre la seva autoria no s'ha tancat i algunes publicacions encara atribueixen l'obra a Mozart, sovint com Sonata per a piano núm. 20.
Per la seva banda, Alfred Einstein, musicòleg i especialista en Mozart, va suggerir que el Menuetto d'aquesta obra podria ser una fragment per a piano del «moviment perdut» de l'Eine kleine Nachtmusik (K. 525) que Mozart va compondre l'any 1787.

## Estructura
L'obra consta de quatre moviments :
1. Allegro (en si bemoll major, compàs de 4/4, 132 compassos)
2. Andante (en mi bemoll major, compàs de 3/8, 67 compassos)
3. Menuetto: Allegro (en si bemoll major, compàs de 3/4, 35 compassos) - Trio (en mi bemoll major), compàs de 3/4, 24 compassos)
4. Rondó-Allegro (si bemoll major/si major/sol major/si bemoll major, compàs de 6/8, 235 compassos)

La seva interpretació sol durar uns 20 minuts.